# 坂戸市立城山小学校
坂戸市立城山小学校（さかどしりつ しろやましょうがっこう）は、埼玉県坂戸市にある公立小学校。

## 概要
坂戸市立城山小学校は、埼玉県内の公立校では初となる施設一体型小中一貫教育校であり、管理規則としての小中一貫教育校の名称は坂戸市立城山学園である。

## 沿革

### 経緯

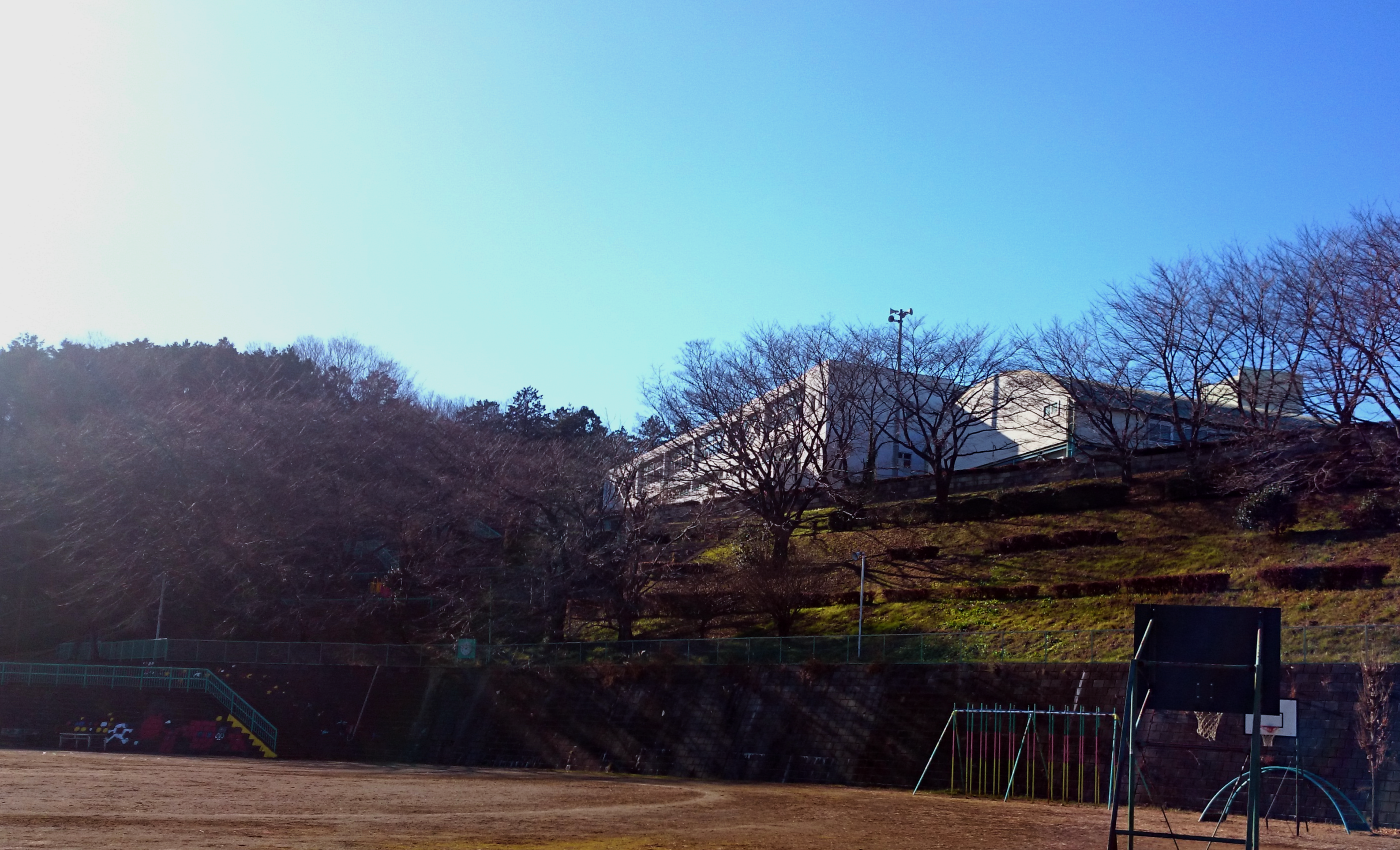
城山小学校の旧校舎

坂戸市立城山小学校は、1970年代に城山の丘に西坂戸団地（角栄団地）が造成されたことを受けて、1973年（昭和48年）に大家小学校から分離独立し、城山小学校として、西坂戸5丁目に建設・設立された。2015年、児童の減少により、設置条例上は存続するが、管理規則で小中一貫教育校として「城山学園」に統合され、大字多和目にある城山中学校の敷地内に移転した。

### 年表
- 1973年4月 - 城山小学校 設立
- 1976年4月 - 市制施行に伴い、校名を「坂戸市立城山小学校」に改称
- 2015年4月 - 「城山学園」に統合、城山中学校の敷地内に移転

## 通学区域
通学区域は次の通り。
- 西坂戸（1丁目から5丁目）
- けやき台
- 大字多和目